# 滇南羊蹄甲
滇南羊蹄甲（学名：Bauhinia hypoglauca）是豆科羊蹄甲属的植物，为中国的特有植物。分布在中国大陆的云南等地，生长于海拔1,300米的地区，多生于石灰岩山地，目前尚未由人工引种栽培。